# Rökammunition
Rökammunition (militärförkortning: rökam) är ammunition och engångsmateriel utformade med rökutvecklande laddningar som används militärt och polisiärt för rökbeläggning och markering. Vanliga exempel på rökammunition är rökgranat och rökfackla.
Rökammunition avser traditionellt ammunition avsedd för rökbeläggning, vilket innebär att belägga något med en rökridå för att till exempel dölja egna styrkor från fienden eller för att blinda fienden direkt. Sådan verkan kallas skylande verkan (se verbet skyla: "dölja, hölja, gömma").
Det finns två typer av rökbeläggning: momentan rökbeläggning (snabb, kortvarig) och kontinuerlig rökbeläggning (trög, långvarig). Vardera åstadkoms genom olika rökämnen. Rökämnen består av diverse ämnen och föreningar i många olika former som genom viss påverkan utvecklar rök. Rökämnen definieras av svenska försvarsmakten som följande enligt 1979 års upplaga av publikationen 'Preliminär ammunitionsordlista':
| ”                                                                                               | Rökämnen – ämnen som kan spridas i mycket små partiklar i luften genom sprängning, förbränning, uppvärmning eller utskjutning. Partiklarna utgör kondensationskärnor för luftens fuktighet eller särskilt utspridd vattenånga. Rökämnen finns bland annat i rökammunition, övningsammunition och markeringsmedel. | „ |
| – Försvarets materielverk (FMV): Preliminär ammunitionsordlista (AMORDLISTA), 1979 års upplaga, | |   |

Utöver traditionell rökammunition används rökämnen i markeringsmedel och övningsammunition för att skapa röksignaler. Övningsammunition använder röksignaler för att markera vart ammunitionen nedslagit och verkat. Vissa typer av rökämnen bildar giftig rök, men detta verkar inte täckas av Genèvekonventionernas förbud mot kemiska vapen. Den del av rökammunitionen som innehåller rökämnet kallas rökkropp.

## Momentan rökbeläggning

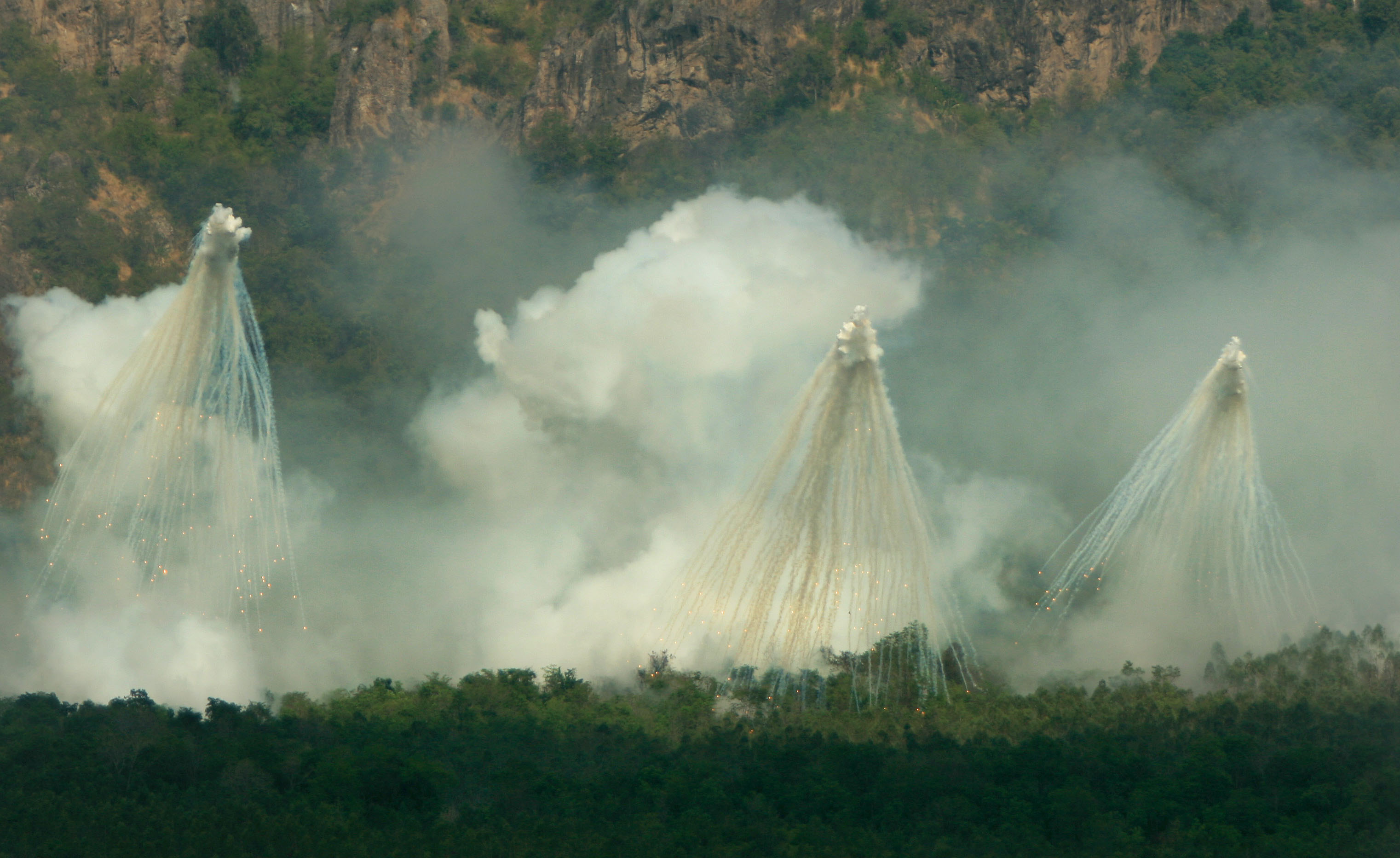
Artilleri som skjuter rökgranater med luftbrisad och vad som ser ut att vara momentan rökbeläggning.

Momentan rökbeläggning innebär att röken bildas snabbt och är kortvarig vilket ger skylande verkan omedelbart efter att rökutvecklingen igångsatts. Rökbildning sker genom att rökämnet sprids i luften medelst explosion och rökutvecklingen sker under mycket kort tid.
Momentan rökbeläggning ska ge ett snabbt skydd omedelbart efter krevaden varav denna typ av rökammunition används där snabbheten är viktig. Rökkastare ombord på stridsfordon använder traditionellt rökgranater med momentan rökbeläggning. Momentana rökgranater har ett tunt skal och tänds oftast när de träffar marken eller en bit från kastaren genom luftbrisad. För spridning av rökämnet används en liten explosiv laddning med tändrör kallad rökdetonator, kort rökdet.

### Rökämnen för momentan rökbeläggning
För momentan rökbeläggning förekommer bland annat följande rökämnen (i alfabetisk ordning):
- Fosfor – Olika former av fosfor förekommer som momentant rökämne hos rökgranater, ibland kallade fosforgranater.
  - Vit fosfor – Rökämne bestående av vit fosfor. Självantänds i luften och bilder en tjock vit rök bestående av fosforpentoxid. Kan även antända föremål som träffas.
  - Röd fosfor – Rökämne bestående av röd fosfor blandat med exempelvis natriumnitrat och ett bindningsmedel. Verkan efterliknar vit fosfor.
- Rökmassa – Rökämne bestående av titantetraklorid blandat med fasta ämnen. Rökmassa förekommer bland annat i rökvinggranater och övningsammunition.
- Röksyra – Rökämne bestående av svaveltrioxid löst i klorsulfonsyra. Har sedan åtminstone 1970-talet börjat ersättas av titantetraklorid.
- Svartkrut
- Titantetraklorid – Rökämne som bland annat används för att skapa rökmassa.

## Kontinuerlig rökbeläggning

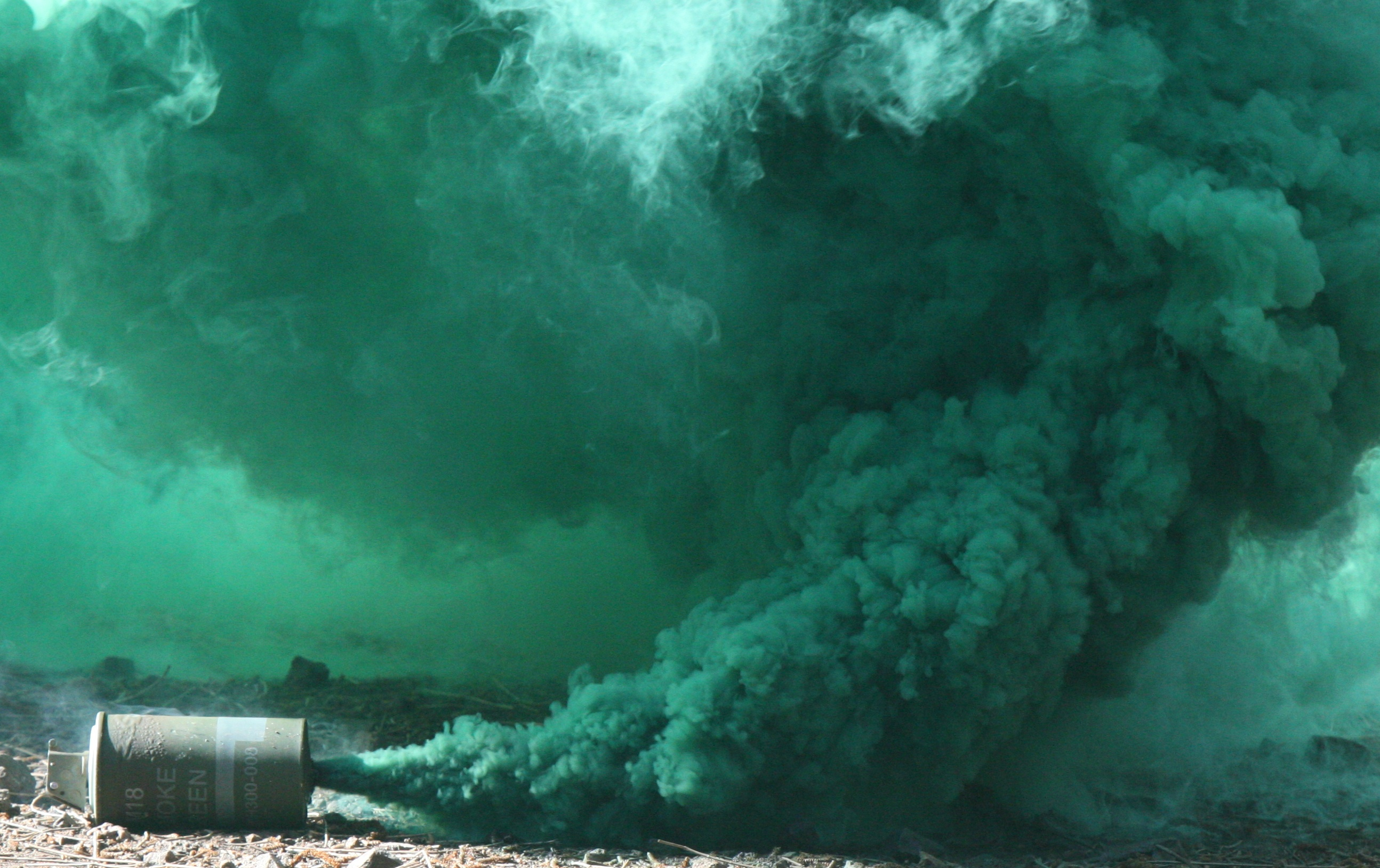
Kastad rökhandgranat med kontinuerlig rökbeläggning.

Kontinuerlig rökbeläggning innebär att röken bildas trögt och är långvarig, vilket ger skylande verkan under längre tid än momentan rökbeläggning. Rökbildning sker genom förbränning, uppvärmning eller utsprutning av rökämnet och skylande rök erhålls först en kort tid efter att rökutveckling igångsatts.
För att avge ordentlig kontinuerlig rökbeläggning har projektiler utformade för kontinuerlig rökbeläggning traditionellt öppningar eller ventiler i bakre änden varigenom röken tränger ut. En rökgranat av kontinuerlig typ kan bilda rök under lång tid — två till fyra minuter är vanliga tider, vilket räcker för att bilda en rökridå på ett par hundra meter. Tändning sker med en så kallad röktändare. Vissa rökgranatexempel, till exempel rökvinggranater, kan vara försedd med en fallskärm för att dämpa fallet så att granaten inte skall tränga ner i marken och blockera rökventilerna. I sådana fall har granaten ett tidrör, ett tändrör med timer som tänder granaten en tid efter avfyrningen.

### Rökämnen för kontinuerlig rökbeläggning
För kontinuerlig rökbeläggning förekommer bland annat följande rökämnen (i alfabetisk ordning):
- Hexakloretan med zinkstoff – Rökämne som bildar giftig rök.
- Hexakloretan med zinkoxid  – Rökämne som bildar giftig rök. Den rök som bildas består av zinkklorid.
- Hexakloretan med titandioxid
- Mineralolja
- Salmiak

## Lista över militärt rökmateriel
Utöver rökladdning finns det flera olika utformningar av rökammunition och rökmateriel. Nedan listas diverse exempel på militärt rökmateriel (i alfabetisk ordning):

### Rökammunition

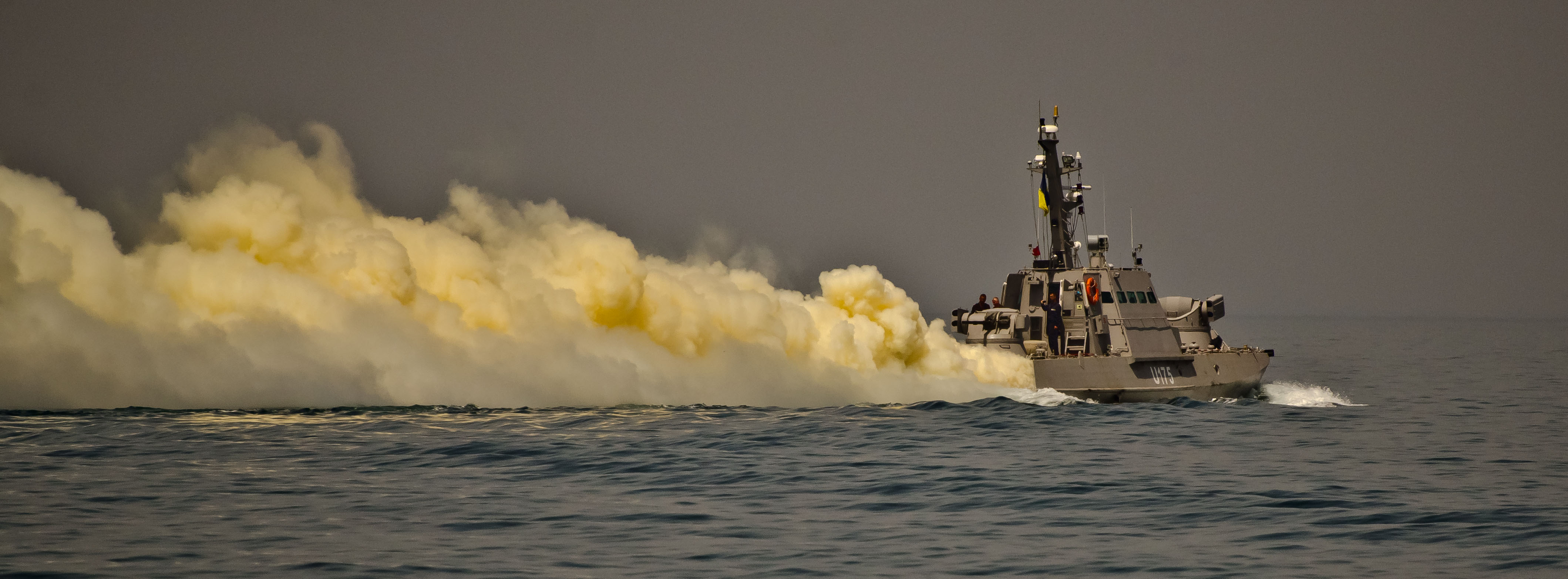
Dimbildare ombord ett fartyg.

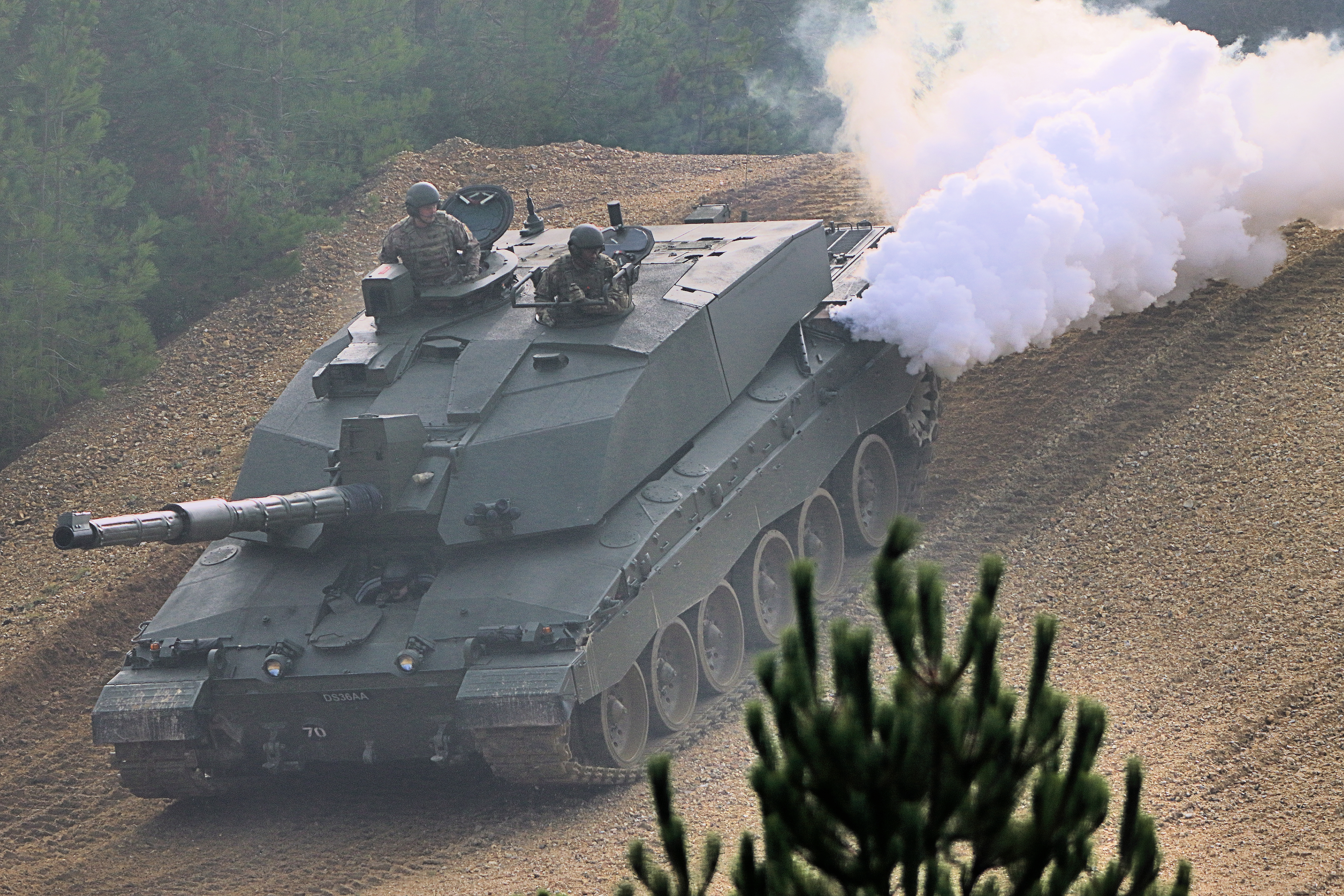
Rökgenerator ombord en Challenger 2 stridsvagn.

- Dimbildare – Benämning som används vid svenska marinen och svenska flygvapnet för stora rökfacklor och rökgeneratorer.
  - Stor rökfackla (Dimbildare) – Rökfackla för bland annat fartyg. Använder förslagsvis rökladdning baserad på zinkpulver och koltetraklorid för kontinuerlig giftig rökbeläggning.
  - Rökgenerator (Dimbildare) – Rökgenerator för utspridning av röksyra (dimsyra) eller oljerök (oljedimma).
- Gevärsrökgranat, kort grökgr – Rökgranat utformad som gevärsgranat. Kan ge antingen momentan eller kontinuerlig rökbeläggning.
- Rökfackla – Behållare med rökämne och röktändare för kontinuerlig rökbeläggning.
- Rökgenerator – Motordrivet aggregat för utveckling av oljerök.
- Rökgranat, kort rökgr – Rökgranat utformad som eldrörsammunition. Får traditionellt inget prefix eller suffix tillagt på benämningen.
- Rökhandgranat, kort rökhgr – Rökgranat utformad som handgranat. Kan ge antingen momentan eller kontinuerlig rökbeläggning.
- Rökkastarammunition, kort rökkastaram – Rökgranat, drivladdning och tändare för rökkastare. Drivladdning och tändare används för utskjutning av rökgranat från rökkastare.
- Rökvinggranat, kort rökvinggr – Rökgranat utformad som vinggranat för användning i granatkastare. Kan ge antingen momentan eller kontinuerlig rökbeläggning.

### Markeringsmedel
- Rökljuspatron, kort rökljusptr – Patron som skjuts från ubåt i uläge (undervattensläge) igenkänning eller lägesmarkering.
- Röksignalboj – Flytbar röksignal som alstrar rök.
- Rökspårpatron, kort rökspårptr – Patron till signalpistol som skjuter ut en raketförsedd rökkropp. I luften ger rökkroppen ut en lång färgad rökstrimma, exempelvis 250 meter lång. Sådan används militär för att under dager bland annat ange riktning till mål, etc.
- Rökstav – Markeringsmedel som placeras på marken och antänds med tändsticka. Ger svag kontinuerlig rök. Används bland annat för att markera brand i fordon, till exempel.

### Fotnoter
1. ↑   AMORDLISTA, Preliminär ammunitionsordlista. Försvarets materielverk. 1979. sid. 61. Läst 3 mars 2022
2. ↑  ”Svensk manual i humanitär rätt m.m., Bilaga 7 till slutbetänkande av Folkrättskommittén, Stockholm 2010, SOU 2010:72”. riksdagen.se. https://www.riksdagen.se/sv/dokument-lagar/dokument/statens-offentliga-utredningar/svensk-manual-i-humanitar-ratt-mm_GYB372d3/html. Läst 3 mars 2022.